# Astrofysica

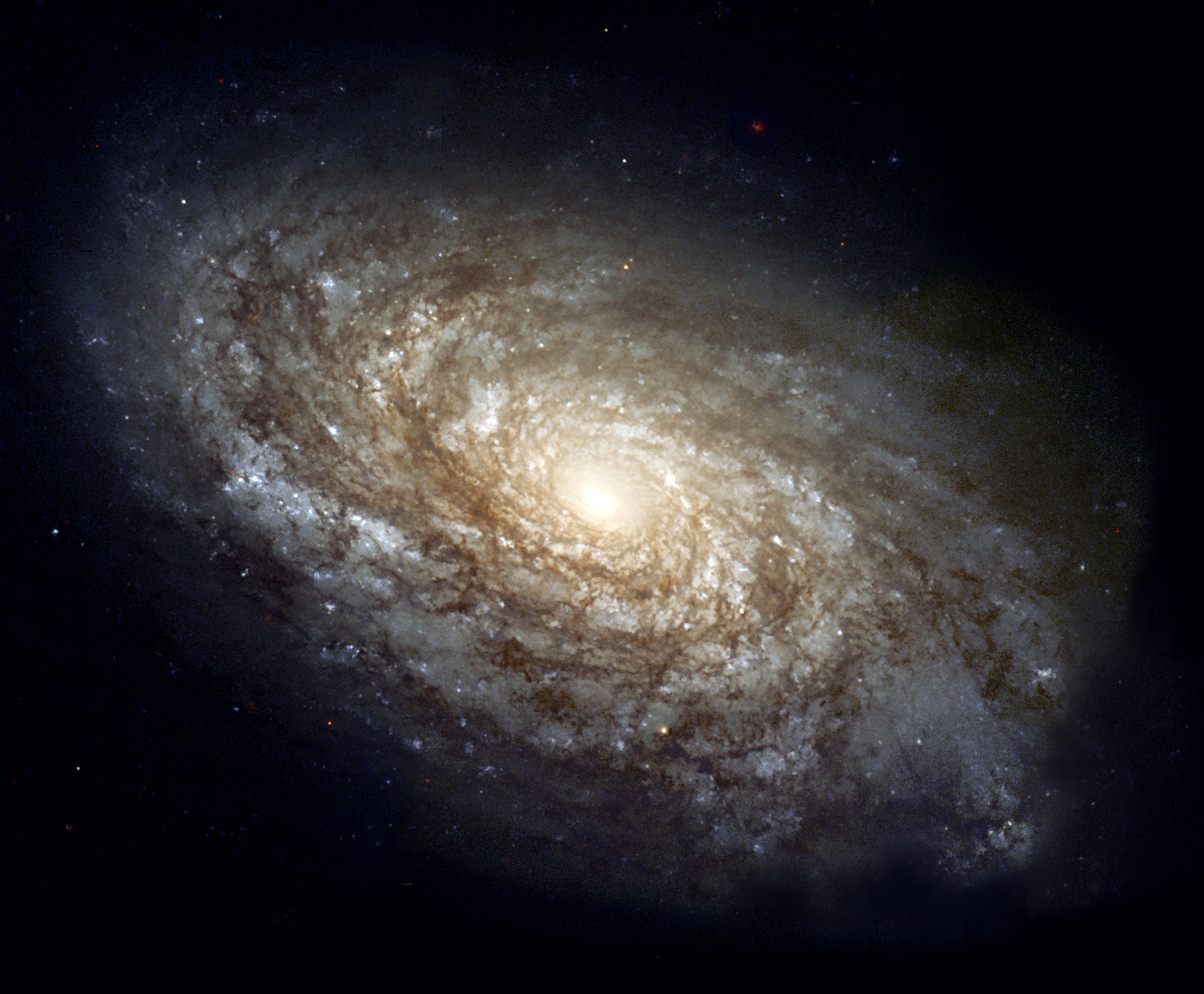
NGC 4414, een typisch spiraalvormig sterrenstelsel op zo'n 60 miljoen lichtjaar afstand en met een diameter van ongeveer 56.000 lichtjaar.

De astrofysica is specifiek het deel van de astronomie dat de processen die zich afspelen in sterren probeert te verklaren met natuurkundige wetten en meer in het algemeen de processen die in het heelal waarneembaar zijn probeert te verklaren.
Astrofysica gaat dus over de natuurkunde van astronomische objecten, dat wil zeggen over dingen die zich in de kosmos bevinden. In het algemeen zijn het dingen die erg groot zijn en die verder weg staan dan men zich als mens nog zinvol kan voorstellen, maar niet altijd. Strikt genomen is de mens ook een astronomisch object. Met andere woorden: de kosmos is ook hier.
Ook voor de natuurkunde geldt dat die op aarde niet anders is dan elders in het universum, ofwel, in de woorden van Vincent Icke, een bekend Nederlands astrofysicus:
Alle fysica is astrofysica
Astrofysica houdt zich echter specifiek bezig met kosmische verschijnselen en is op twee manieren van belang:
- Door de natuurkundige wetten hier op Aarde te bestuderen, en ze vervolgens te gebruiken bij het interpreteren van onze waarnemingen over de kosmos, komen we veel te weten over de kosmos.
- In de kosmos komt materie voor in extreme omstandigheden die op Aarde niet of heel moeilijk zijn na te bootsen. De kosmos is dus bruikbaar als het ultieme hoge-energielaboratorium. Het bestuderen hiervan levert ook nieuwe fysische inzichten op.

Een speciale tak van de astrofysica is de bestudering van chemische processen in de kosmos. Deze tak van de astrofysica heeft als belangrijkste doel het verklaren van de spectra van astronomische objecten, zoals sterren. Bekende chemische processen in de kosmos zijn fotodissociatie en dissociatieve recombinatie. Door deze processen te bestuderen, zowel door middel van waarnemingen in een laboratorium als theoretische berekeningen, kunnen spectraallijnen verklaard worden en daarmee processen die zich in de kosmos afspelen. Via spectraallijnenonderzoek van sterren kwamen astronomen in het begin van de 19e eeuw voor het eerst op het spoor van de natuurkunde van sterren. Tegenwoordig is het hele elektromagnetisch spectrum van radiogolven over microgolven (WMAP), het infrarood, het zichtbare licht, het ultraviolet, röntgenstraling, gammastraling tot harde kosmische straling het terrein van analyse door de astrofysica. Ook neutrino's vallen er tegenwoordig onder, dankzij het Super-Kamiokande.